# Noorderhaven (Den Helder)
Noorderhaven (West-Fries: Noôrderhaven) is een buurtschap in de gemeente Den Helder in de Nederlandse provincie Noord-Holland. Het ligt direct ten oosten van Julianadorp. Op het terrein zijn zowel reguliere woningen als zorgwoningen te vinden. De zorgwoningen zijn onderdeel van een zorgcentrum van 's Heeren Loo, gericht op de verzorging van mensen met een verstandelijke beperking.  

## Geschiedenis zorgcentrum
In de jaren 1960 werd op een ca. 84 hectaren groot gebied in de Koegras-polder een zorgcentrum aangelegd. Het lag toen afgezonderd van andere woonkernen aan de rand van gemeente Den Helder. Het werd aangelegd als parkachtig gebied met veel groen en vijvers. Na uitbreiding van Julianadorp in de jaren 1970 zijn de twee plaatsen naast elkaar komen te liggen.
Noorderhaven is sinds 1971 actief op het gebied van zorg en dienstverlening voor mensen met een verstandelijke beperking. Om op een goede manier invulling te kunnen geven aan de zorgtaken en om de cliënten woonruimte te kunnen bieden, zijn er in de loop der jaren diverse woningen en paviljoens gebouwd. Er is verder ook een kleine kapel in het centrumgebouw.

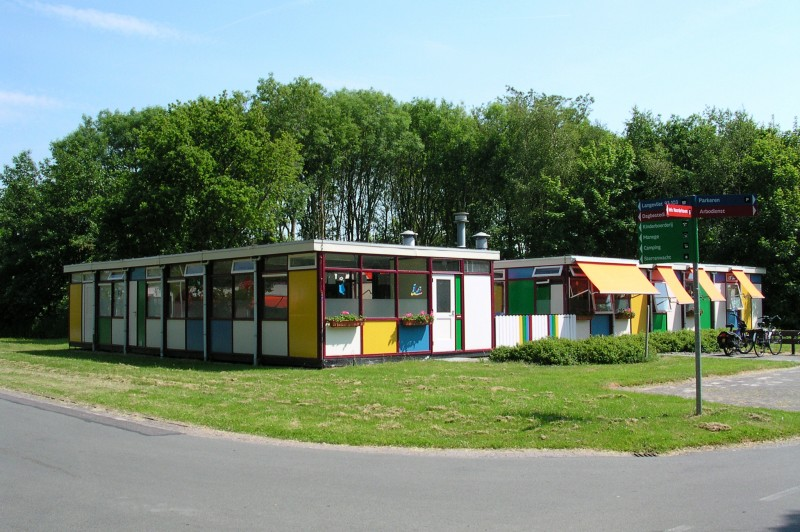
Een (inmiddels gesloopt) gebouw op het terrein Noorderhaven

In de eerste twee decennia van de 21e eeuw zijn diverse gebouwen van het zorgcentrum vervangen door nieuwbouw. Noorderhaven was ook de naam van de zorgorganisatie, deze organisatie werd in 2011 overgenomen door zorggroep 's Heeren Loo.
Een traditie van het zorgcentrum is om voor elke medewerker die er 25 jaar werkt een boom te planten. Nadat dit in 2004 door bezuinigingen werd stopgezet is het initiatief in 2017 weer nieuw leven ingeblazen. In 2018 werd een gedenkplek op het terrein onthuld voor de herdenking van overleden cliënten.

## Sterrenwacht

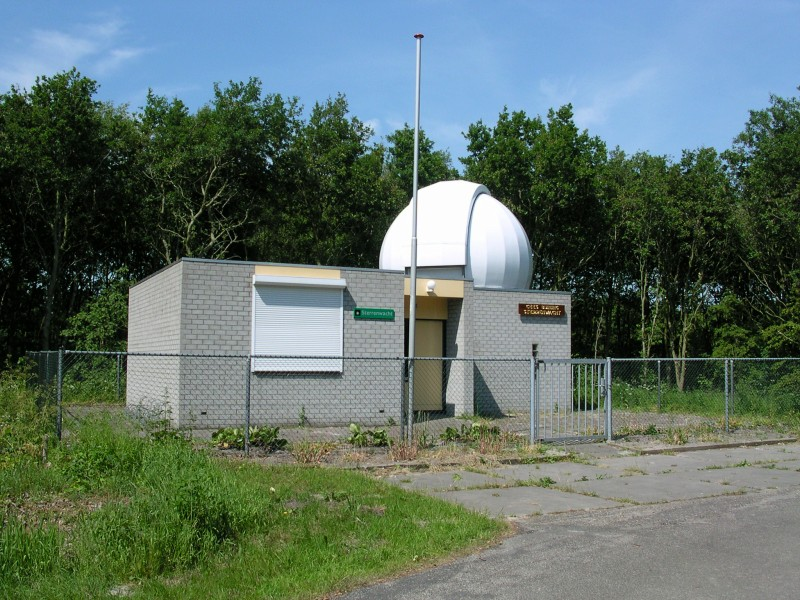
De Cees Buining Sterrenwacht

Op het terrein zelf is sterrenwacht Cees Buining gevestigd. Deze werd in 1993 op het terrein van Noorderhaven gebouwd omdat het hier weinig last heeft van de vuurtoren de Lange Jaap in Huisduinen en omdat het hier vrij rustig is. De kleine koepel van het sterrenkundig observatorium wordt onderhouden door de stichting Sterrenwacht Johannes Lipperhey. De weer- en sterrenkunde vereniging Zenit uit Den Helder heeft hier zijn thuisbasis.

## Sport
Er is op het terrein een sportschool en een klein zwembad aanwezig. In het naburige Julianadorp is een basketbalvereniging genaamd JBC/Noorderhaven, opgericht door twee medewerkers van Noorderhaven.

## Woonpark
In de noordwestelijke deel van het gebied verrees vanaf 2011 een nieuw woonpark genaamd 't Laar. Het woonpark bestaat uit woningen bestemd voor reguliere bewoning met ertussen enkele complexen van 's Heerenloo. Het nieuwbouwproject werd in verschillende fases uitgevoerd. Veld 1 met vrijstaande woningen werd vanaf 2011 gerealiseerd. Veld 2 werd vanaf 2017 bebouwd en bevat rij- en hoekwoningen, twee-onder-een-kapwoningen en vrijstaande woningen. In 2019 werd begonnen met de bouw van Veld 3 bestaande uit rij- en hoekwoningen en twee-onder-een-kapwoningen.
Hoofdplaats: Den Helder     
Dorpen: Huisduinen · Julianadorp     
Buurtschappen: Friese Buurt · De Kooy · Noorderhaven

Badplaats: Julianadorp aan Zee     
Voormalige buurtschappen: Blauwe Keet · Torp
Noord-Holland: Steden en dorpen      Nederland: Provincies · Gemeenten